# Ivan Baranka
Ivan Baranka, född 19 maj 1985 i Ilava, Tjeckoslovakien, är en slovakisk professionell ishockeyspelare som spelar för HC Vítkovice Steel i Extraliga. Han har tidigare spelat för Rögle BK . I NHL-draften 2003 blev han draftad i andra rundan, som nummer 50 totalt, av New York Rangers.
Baranka har representerat Slovakiens ishockeylandslag i två OS, 2010 och 2014, och i fyra VM: 2009, 2011, 2012 och 2015.

## Klubbar
- MHK Dubnica Moderklubb–2003
- Everett Silvertips 2003–2005
- Hartford Wolf Pack 2005–2008
- New York Rangers 2007
- HK Spartak Moskva 2008–2012
- Salavat Julajev Ufa 2012–2013
- Avangard Omsk 2013–2014
- HC Slovan Bratislava 2014–2015
- Rögle BK 2015–2016
- HC Vítkovice Steel 2016–